# Encardia
Encardia är ett släkte av steklar. Encardia ingår i familjen brokparasitsteklar.
Kladogram enligt Catalogue of Life:
| Encardia | \| \| Encardia picta \| \| \| \| \| \| Encardia rufantennata \| \| \| \| |
|          | \| \| Encardia picta \| \| \| \| \| \| Encardia rufantennata \| \| \| \| |
|          | Encardia picta                                                           |
|          |                                                                          |
|          | Encardia rufantennata                                                    |
|          |                                                                          |